# シャノン・ジャクソン
シャノン・ジャクソン（英語: Shannon Jackson）は、カリフォルニア大学バークレー校におけるレトリック学および劇場・ダンス・パフォーマンス学の教授であり、同大学美術史学科の学科長である。また、かつて同大学のアート＆デザイン担当副学長を務めていた。さらに、クラムリック・コレクションおよびクラムリック・アート財団のプログラムディレクターも務めている。

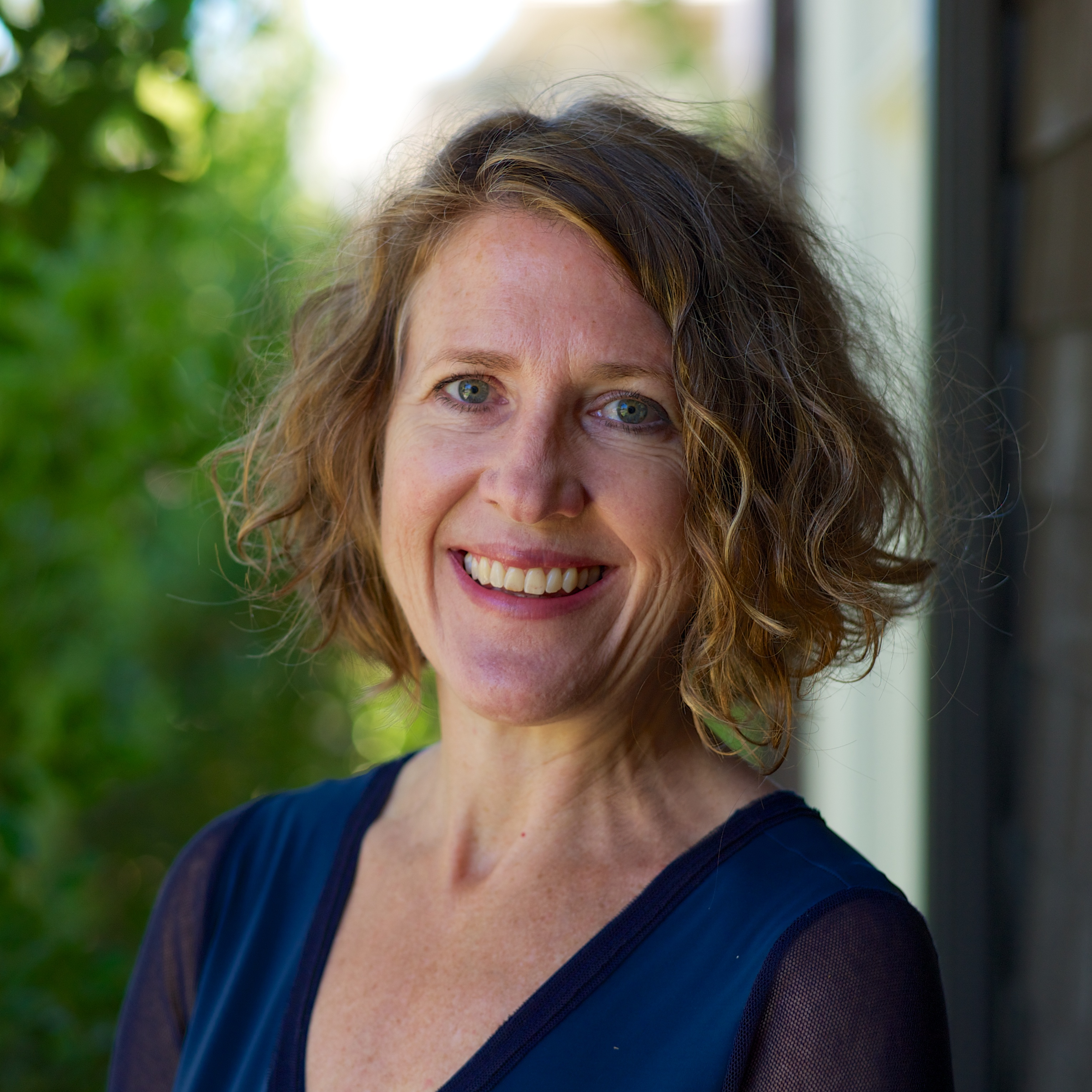

## キャリア
彼女の主な学術的関心分野は、パフォーマンス・スタディーズ、20世紀美術、批判理論、芸術労働の問題、学際的協力、演劇およびパフォーマンスアートの歴史と理論である。彼女の最新の著書には、『Back Stages: Essays on Art, Performance and Public Life』および『The Human Condition: Media Art from the Kramlich Collection』がある。
彼女の出版物には、2001年にミシガン大学出版局から出版された『Lines of Activity: Performance, Historiography, Hull-House Domesticity』、2004年にケンブリッジ大学出版局から出版された『Professing Performance: Theatre in the Academy from Philology to Performativity』、2011年にラウトレッジから出版された『Social Works: Performing Art, Supporting Publics』が含まれる。
マリアンヌ・ウィームスと共著した『The Builders Association: Media and Performance in Contemporary Theater』は、2015年にMIT Pressから出版された。（ウースターグループに所属していたマリアンヌ・ウィームスが1994年に結成したビルダーズ・アソシエイション）
2011年に上梓された著書『ソーシャル・ワークス』においてジャクソンは、近年の現代美術には「パフォーマンス的転回（performative turn）」と呼びうる傾向があることを指摘し、同署の冒頭ではリクリット・ティラヴァニ、サンティアゴ・シエラ、アン・カールソン、ティノ・セーガル、ジェレミー・デラーの名前が挙げられている。
日本の美学者の星野太は「ジャクソンの『ソーシャル・ワークス』は、演劇研究者のハンス=ティース・レーマンが「ポストドラマ演劇（postdramatic theatre）｣と名づけた作品と、現代美術において「ソーシャル・プラクティス（social practice）」と呼ばれる作品の双方を取り上げ、両者の接近ないし類似性を論じた労作であり、今日でもなお参照すべき多くの視座を提供してくれる。」と評価している。
ジャクソンは、『Art Practical』誌の「Valuing Labor in the Arts」号（2019年）や、『Representations』誌の「Time Zones: Durational Art and Its Contexts」号（ジュリア・ブライアン＝ウィルソンと共編集。2016年）をゲスト編集した。
2014年にジャクソンはグッゲンハイム・フェローシップを受賞した。2011年にはカリフォルニア大学バークレー校の人文科学部門で卓越したサービス賞を受賞した。その他の受賞歴には、2005年のリラ・A・ヘストン賞（解釈とパフォーマンス・スタディーズにおける優れた学術研究に対して）、ATHE優秀書籍賞、および2002年のアメリカ・スタディーズ・アソシエーションのジョン・ホープ・フランクリン賞の名誉言及がある。
ジャクソンは、カリフォルニア州オークランド博物館、BAMPFA、ヘッドランズ・センター・フォー・ジ・アーツなど、いくつかの組織の理事およびアドバイザーを務めている。また、かつてバークレー市の文化コミッショナーも務めていた。

## 初期の生活
シャノン・ジャクソンは、ロバート・ジャクソンとジャクリーン・オリヴェリ・ジャクソンの養女であり、彼らはカリフォルニア大学バークレー校の卒業生で、カリフォルニア、ミネソタ、イリノイで彼女を育てた。オリヴェリ家とジャクソン家は、カリフォルニア州の不動産の初期投資家であり、ロバート・ジャクソンはコールドウェル・バンカーの経営幹部であった。シャノン・ジャクソンはスタンフォード大学で学士号を取得し、ノースウェスタン大学で博士号を取得した。ジャクソンは1990年から2020年までマイケル・コルクスカと結婚しており、成人した二人の子供がいる。彼女は1995年から1998年までハーバード大学の助教授を務め、その後カリフォルニア大学バークレー校に移った。